# Theodorus Gaza

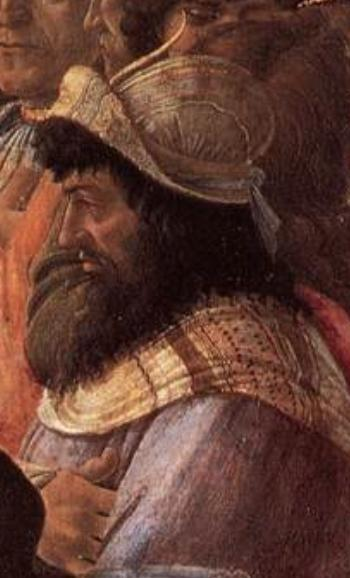
Theodorus Gaza avbildad av Botticelli.

Theodorus Gaza (grekiska: Θεόδωρος Γαζῆς), född omkring 1400 i Thessaloniki, död omkring 1478, var en grekisk humanist.
Gaza kom 1440 från Konstantinopel till Italien, där han blev professor först i Ferrara, sedan 1451 i Rom. Gaza verkade genom talrika översättningar till latin för kännedomen om de grekiska författarna, bland annat översatte han år 1483 "Peri fyton historia" (av Theofrastos, den första vetenskapliga boken om botanik). Han skrev själv en grekisk grammatik och åtskilliga smärre filosofiska verk, bland annat De fato (utgiven av J. W. Taylor). Gaza dog som abbot för ett kloster i Kalabrien.